# Боргеш, Томаш
Томаш Помпеу Аччоли Боргеш (порт. Tomás Pompeu Accioli Borges или Thomaz Pompeu Accioly Borges, 17 декабря 1908, Форталеза — 18 сентября 1986, Рио-де-Жанейро) — бразильский экономист и шахматист.

## Биография
Родился в семье Раймунду Аугусту Боргеша и Бранки Аччоли, дочери Антониу Пинту Ногейры Аччоли, президента штата Сеара во время Первой бразильской республики.
Во время диктатуры Ж. Варгаса был членом Национально-освободительного альянса. Уходил в подполье, несколько раз был арестован. Отбывал наказание в тюрьме на острове Илья-Гранди. Среди сокамерников Боргеша был писатель Г. Рамус. В 1937 г. вышел на свободу, но вскоре снова был осужден на 3 года 10 месяцев лишения свободы. Бежал из Бразилии, попросив политического убежища в Перу. Несколько лет прожил в Аргентине. Во время пребывания в Буэнос-Айресе перевел на испанский язык роман Ж. Амаду «Рыцарь надежды» («O Cavaleiro da Esperança»), биографию бразильского революционера Л. К. Престеса.
Вернулся в Бразилию в 1945 г. Работал в Институте им. Ж. Варгаса, также занимал руководящую должность в Национальном департаменте работ против засухи. Был главным редактором журнала «Экономические условия».
Участвовал в проведении земельной реформы в Бразилии.
Был представителем ФАО в Латинской Америке (сперва в Мехико, а затем в Рио-де-Жанейро).

## Книги
- Migrações Internas no Brasil, (1955)
- La Reforma Agraria en la América Latina, (1962)
- A Evolução da Propriedade da Terra no Brasil, (1977)

## Шахматная деятельность
С большим успехом выступал в бразильских соревнованиях 1930-х гг. Побеждал в турнирах национального статуса в 1930 и 1933 гг. В 1935 г. выиграл отборочный турнир и получил звание чемпиона Бразилии. В послевоенные годы участвовал в международном турнире в Рио-де-Жанейро (1946 г.).